# Арсенал (опера)
«Арсенал» — опера на 3 дії українського композитора Георгія Майбороди. Лібрето Олександра Левади і Андрія Малишка.
Опера була написана в 1960 році до декади українського мистецтва. В основі сюжету — повстання робітників київського заводу «Арсенал» проти Центральної Ради в 1917–1918 р., історичні дані про це повстання були використані авторами лібрето.

## Створення
Опера була написана за пропозицією секретарів ЦК КПУ Н. В. Подогорного і А. Д. Скаби до Декади української літератури і мистецтва в Москві. Вперше була виконана 6 листопада 1960 року в Києві перед учасниками урочистого засідання, офіційна прем'єра — 12 листопада у Великому театрі в Москві на відкритті Декади українського мистецтва. Опера ставилась під орудою Веніаміна Тольби, який фактично став також співавтором фінальної сцени. Опера одержала високу оцінку в пресі і згодом, в 1963 відзначена Шевченківською премією. Опера ставилася в Київському оперному театрі до кінця 1980-х років, в часи незалежності була знята з репертуару з політичних мотивів. Клавір опери було видано видавництвом «Советский композитор» в 1962 році з двомовним лібрето — оригінальним та російським перекладом В. Палійчука.
В опері поєднано принципи народної драми і лірико-психологічної колізії. Музика опери просякнута романтичною патетикою радянських часів, зокрема у фінальній сцені використаний мотив пісні «Смело, товарищи, в ногу», у ліричних образах — українська пісенність. Використовуються наскрізні сцени, розвинена система лейтмотивів.

## Стислий зміст
Дія перша. Білогвардійці передчувають неминучу загибель. Сотник української армії Горбенко пропонує білогвардійському генералу союз («перед лицем страшної небезпеки»), проте перемовини зриваються. В штаб вривається більшовицький ватажок Максим, який висуває ультиматум. Генерал покінчує самогубством, що подається композитором в просвітлених тонах.
У Максима одночасно закохані сестра сотника Мар'яна та його служниця Ярина. Мар'яна закликає коханого з братом не ворогувати між собою, адже «в нас одна в нас ненька — Україна». Між тим Ярина готова приєднатись до заколотників, чим і завойовує прихильність Максима. В ході збройної сутички українські війська захоплюють Максима в полон під лемент його матері, яка також бере участь у заколоті.
Дія друга. Мар'яна і Ярина по черзі вмовляють сотника звільнити Максима, але сотник незламний — «коли палає Україна, від краю до краю, коли відплата нам єдина — прокльони і кров, чи можу ворога прощати?». Мар'яна закликає Ярину поступитися коханим, проте Ярина дає Мар'яні зрозуміти, що шлях до його серця — через барикади. В ході другого штурму українське військо здобуває перемогу над заколотниками, що подається композитором в трагічних тонах.
Дія третя. Сотник готовий звільнити Максима, якщо той погодиться скласти зброю. Втім Максим непохитний, за що й отримує від сотника кулю на очах Мар'яни. Смерть заколотника по черзі оплакують обидві його кохані, а також брат і мати. Мар'яна врешті зважується на відчайдушний крок і вчиняє братовбивство, що подається композитором в героїчних тонах.
Епілог. Хор, а також усі жіночі персонажі та брат Максима прославляють більшовицьких загарбників.

## Структура
Дія перша
- Картина перша. Пролог
- Картина друга
  - Сцена Максима і Олекси
  - Речетатив і пісня Ярини
  - Сцена Максима і Ярини
  - Сцена Мар'яни з кавалерами
  - Сцена Мар'яни і Максима
  - Сцена Олекси і Мар'яни
  - [фінальна сцена]

Дія друга
- Картина третя
  - Арія Горбенка
  - Речетатив та сцена Ярини і Горбенка
  - Сцена Максима і Семка
  - Сцена Горбенка і Мар'яни
- Картина четверта (подвір'я собняка Горбенка)
- Картина п'ята (облога «Арсеналу»)

Дія третя
- Картина шоста (каземат)
- Картина сьома
  - Речетатив та вокаліз Ярини
  - Сцена Олекси і матері
  - Сцена Горбенка, Осавула і Мар'яни
- Епілог

## Аудіозаписи
Аудіозапис опери було здійснено 1960 року силами оркестру та солістів Київської опери. Диригент — В. Тольба. Солісти — Л. Лобанова, М. Ворвулєв, Б. Руденко, М. Гришко, В. Тимохин, Л. Руденко.

## Цікаві факти
- За оригінальним лібрето усі персонажі, в тому числі російський генерал, співають українською, проте невеличкий хоровий епізод священнослужителів, що моляться за спасіння людей і перемогу білогвардійців — російською.
- В опері існує хоровий епізод, в якому хор анархістів співає «Так бий, так бий більшовиків». За спогадами дружини композитора, Тамари Майбороди, один з хористів, розучуючи цей епізод вдома при відкритих вікнах своїм співом привернув увагу правоохоронців і був заарештований. Визволяти артиста вимушений був особисто В. Тольба.
- В ході написання опери, в умовах часового цейтноту, Г. Майборода намагався відправити телеграму лібретисту А.Малишку з таким змістом: «терміново висилай хор петлюрівців», проте на пошті її відмовились приймати, а розгляд справи дійшов до міністра зв'язку.